# Tour électrique de San Jose
La Tour électrique de San Jose était une tour de fer d'une hauteur de 72 mètres construite en 1881 pour illuminer le centre de San José. Mais son éclairage se révéla insuffisant pour éclairer de façon satisfaisante les environs, et la tour se transforma en monument. Le 3 décembre 1915, la tour fut détruite par une tempête.
Une légende affirme que Gustave Eiffel a visité cette tour avant d'imaginer la Tour Eiffel.

## Liens
- http://www.historysanjose.org/visiting_hsj/buildings/history_park/light_tower.html